# Macromitrium semipapillosum
Macromitrium semipapillosum är en bladmossart som beskrevs av Thériot och Potier de la Varde 1924. Macromitrium semipapillosum ingår i släktet Macromitrium och familjen Orthotrichaceae. Inga underarter finns listade i Catalogue of Life.